# Větrník (berg i Tjeckien, Södra Böhmen)
Větrník är en kulle i Tjeckien.   Den ligger i regionen Södra Böhmen, i den centrala delen av landet, 120 km söder om huvudstaden Prag. Toppen på Větrník är 568 meter över havet.
Terrängen runt Větrník är huvudsakligen platt. Větrník ligger uppe på en höjd som går i nord-sydlig riktning. Runt Větrník är det ganska tätbefolkat, med 52 invånare per kvadratkilometer. Närmaste större samhälle är České Budějovice, 9,6 km sydväst om Větrník. Omgivningarna runt Větrník är en mosaik av jordbruksmark och naturlig växtlighet.